# Viktor Corzilius
Viktor Corzilius (auch: Victor Corzilius; * 3. Dezember 1895 in Ransbach; † 1. November 1968 in Fulda) war der Künstlername des deutschen Komponisten und Schriftstellers Walter Maria Espe.

## Leben und Wirken
Corzilius wurde am 3. Dezember 1895 als Walter Maria Espe in Ransbach im Westerwald geboren. „Corzilius“ ist die latinisierte Form des Namens „Espe“. So nannte er sich als Komponist, während er als Schriftsteller seinen bürgerlichen Namen benutzte.
Corzilius schrieb Musik für die Bühne, den Tonfilm, Tanz- und Liedschlager. Zu vielen seiner Musikstücke dichtete Hans Pflanzer die Gesangstexte. Unter seinen Librettisten waren aber auch Rudolf Perak und Rudolf Presber.
Er betätigte sich auch als Kriminalschriftsteller und brachte 1932 die „Kriminalkomödie in 6 Bildern“ Der Fall Grootmann und 1933 das Kriminalstück Die schwarze Lilie heraus. Der Fall Grootmann wurde 1933 in Amerika von William Beaudine unter dem Titel The Crime of the Century als Mystery-Thriller verfilmt.
Nach der Machtergreifung der Nationalsozialisten wurde Corzilius, der bereits zum 1. Mai 1932 der NSDAP beigetreten war (Mitgliedsnummer 1.105.434), Mitarbeiter des Gaupropagandaarchivs Berlin. Unter seinem bürgerlichen Namen Walter M. Espe verfasste er Das Buch der N.S.D.A.P. über „Werden, Kampf und Ziel der N.S.D.A.P.“, das 1933 in Berlin im Verlag G. Schönfeld erschien.
Es missfiel jedoch den Parteioberen und landete 1938 auf der „Liste des schädlichen und unerwünschten Schrifttums“.
Zusammen mit dem Schauspieler und Autor Robert Dorsay schrieb er die große Revueoperette Heut bin ich verliebt, die 1937 im Admiralspalast zu Berlin uraufgeführt wurde. Dorsay wurde später wegen Weitererzählens von politischen Witzen denunziert und 1943 im Strafgefängnis Berlin-Plötzensee hingerichtet.
1940 publizierte der Filmregisseur und Drehbuchautor Karl Georg Külb im Verlag Ahn & Simrock in Berlin das „Lustspiel in 3 Akten nach e. Idee v. Walter Maria Espe“ Liebe will gelernt sein.
Noch nach dem Zweiten Weltkrieg entstand nach dem Bühnenstück von Will Kaufmann und Walter Maria Espe der Spielfilm Egon der Frauenheld, in dem Theo Lingen eine Doppelrolle spielte.
Walter Maria Espe starb am 1. November 1968 in Fulda.

## Werke

### Operetten
- Der blaue Heinrich. Musikalischer Schwank von Otto Schwartz und Georg Lengbach. [Schauspiel-] Musik von Viktor Corzilius. Berlin, Neuer Theater-Verlag, 1936.
- Die Bacchantin. Operette von Hubert Cuypers und Viktor Corzilius. Text von Hans Pflanzer. Berlin, München, Wien : Drei Masken-Verl. 1923.
- daraus:
  - Wenn wir beide Hochzeit machen. Shimmy
  - Venus, du strahlende Königin. Valse Boston
- Die Bücherfee. Einakter von Rudolf Presber, Musik von Victor Corzilius. Berlin, Verl. d. Vereins Berliner Buchhändler, Auslfg: Bloch 1925
- Die Frühlingsfee. Deutsches Singspiel von Ludwig Spannuth-Bodenstedt. Gesangstexte von Hans Pflanzer. Musik: Victor Corzilius. Berlin : Rühle, 1923. Aufführung: Stadttheater Bamberg am 10. November 1923. Erschien auch auf Dänisch als Frøken Foraar.
- daraus:
  - Reicht euch die Hand, wir wollen Brüder sein. Marsch
  - Deutsche Matrosen fahr’n in die Heimat. Marsch
- Die große und die kleine Liebe. Operette von Rudolf Perak u. Max Heye. Musik von Viktor Corzilius, Gesangstexte von Rudolf Presber. Berlin : Vertriebsstelle u. Verl. Dt. Bühnenschriftsteller u. Bühnenkomponisten 1935.
- Heut bin ich verliebt. Revue-Operette von Robert Dorsay u. Walter W. Espe. Musik von Viktor Corzilius. Berlin : Ed. Standard, Musikverl., c 1937.
- Prinz Don Juan. Operette von Karl Thiemann. Gesangstexte von Hans Pflanzer. Musik: Victor Corzilius. Berlin : Brüll, 1922
- daraus:
  - Ein kleines bißchen Sündigen der Herrg’tt gern verzeiht
  - Ihr Märchenprinzessen: Walzerduett
  - Rotgelocktes Mägdelein
  - Wenn der Mond des Nachts vom Himmel lacht ...! „aus der Operette "Prinz Don Juan" : der neue Schlager des Thalia-Theaters, Berlin.“
- Prinzessin für eine Nacht. Operette von Karl Thiemann. Gesangstexte von Hans Pflanzer. Musik: Victor Corzilius. Berlin : Neruda, c 1932.
- daraus:
  - Wenn das Orchester spielt : Foxtrot (Worte Hans Pflanzer, Musik Victor Corzilius, arr. Fred Ralph)
- Wie schön hat der Herrgott mein Treptow gemacht! Walzerlied („Zu Tee und Tanz“ Band 5, Nr. 10)

### Lied-, Tanz- und Tonfilmschlager
- Adjöh Marie, es war sehr schön! : Shimmy-Lied (Text: Hans Pflanzer) Berlin : Robert Rühle [1924].
- Hunderttausend kleine Mädchen. Lied aus “Blinde Passagiere” (Text und Musik: Viktor Corzilius) 1936
- Nachtlokal: Shimmy [1925]
- Pleite, pleite sind heut’ alle Leute: Shimmy [1924] (Text: Hans Pflanzer)[10]
- Schatz, mir liegt der Frühling in den Gliedern, Lied (Text: Hans Pflanzer)
- Wenn die Vergißmeinnicht blühen, Lied aus “Schabernack” (Text: Rudolf Perak)
- Woran denkt der Matrose? Lied aus “Blinde Passagiere” (Text: Rudolf Perak)

### Bühnenstücke
- Walter Espe : Die schwarze Lilie: ein Kriminalstück. Bad Kissingen : Verl. Dt. Bühnenschriftsteller und Bühnenkomponisten. 53 Seiten.
- Walter M. Espe : Der Fall Grootmann : Eine Kriminalkomödie in 6 Bildern. Berlin : Vertriebsstelle d. Verbandes deutscher Bühnenschriftsteller u. Bühnenkomponisten, 1932. 88 Seiten.
- Karl Georg Külb : Liebe will gelernt sein. Lustspiel in 3 Akten nach e. Idee v. Walter Maria Espe. Berlin: Ahn & Simrock 1940, als Ms. gedr., 134 S. in 8°.
- Will Kaufmann und Walter Maria Espe : Egon der Frauenheld. Verwechslungs-Schwank. Verfilmt 1957.

## Filmographie
- 1935:	Endstation
- 1936:	Blinde Passagiere, auch: Pat & Patachon als blinde Passagiere[11]
- 1936:	Schabernack
- 1937:	Gordian, der Tyrann [mit dem Weiß Ferdl]
- 1939:	Sehnsucht nach Afrika [Dokumentarfilm] (Musikalische Leitung)

## Tondokumente (Beispiele)
Der Katalog des Musikarchivs bei der DNB verzeichnet 14 Titel von Corzilius/Espe:
- Odeon 312.322 (mx. xBe 3296-2) Rotgelocktes Mägdelein, a.d. Optte “Prinz Don Juan” (Viktor Corzilius) / Odeon 312.323 (mx. xBe 3297-2) Ein kleines bißchen Sündigen, aus dto. Erich Poremski mit Streichorchester, Leitung Carl Woitschach. Aufgen. Berlin, 8. Aug. 1922.[13]
- Odeon 312.714 (mx. xBe 4283) Adjöh, Marie – es war sehr schön. Shimmy-Lied (Victor Corzilius, instr. von Herbert Noack) Odeon-Orchester mit Gesang.
- Vox 03502 (mx. 2100 A) Nachtlokal (Wenn nachts die Stern' am Himmel). Shimmy-Lied (Victor Corzilius) Willy Weiss, Tenor, mir Orchester. Aufgen. Jan. 1925.
- Vox 05088 (mx. 1614 A) Rotgelocktes Mägdelein, a.d. Optte “Prinz Don Juan” (Viktor Corzilius) Engelbert Milde, mit Orchester. Aufgen. Berlin, Januar 1924[14]
- Odeon 312.687 (mx. xBe 4210) Pleite, pleite! Shimmy (V. Corzilius) Odeon Orchester mit Gesang, aufgen. Berlin, 13. Aug. 1924.[15]
- Odeon AA 50147 (mx. XXBo 8278) Pleite, pleite! Shimmy (V. Corzilius) Künstler-Kapelle Dajos Béla Geigen-Primás.
- Odeon AA 79 776 (mx. XXBo 7851) Wenn wir beide Hochzeit machen. Shimmy a. d. Operette "Die Bacchantin" (Victor Corzilius & Hubert Cuypers) / AA 79 777 (mx. XXBo 7852) Venus, du strahlende Königin. Valse Boston a. d. Operette "Die Bacchantin" (Victor Corzilius & Hubert Cuypers) Künstler-Kapelle Dajos Béla Geigen-Primás.
- Beka B.5161-II (mx. 32488) Pleite, pleite! Shimmy (V. Corzilius) Bohème-Orchester mit Gesang, aufgen. Berlin, 13. Sept. 1924.
- Parlophon P.1502 (mx. 2-6368) Wenn wir beide Hochzeit machen. Shimmy aus "Die Bacchantin" (Victor Corzilius) Marek Weber.
- Schallplatte "Grammophon" 19 123 / B 60264 (mx. 1301 as) Venus, du strahlende Königin. Valse Boston aus "Die Bacchantin"  (Victor Corzilius) / B 60265 (mx. 1302 as) Wenn wir beide Hochzeit machen. Shimmy aus "Die Bachantin" (Victor Corzilius) Tanz-Orchester “Rolf Richter”.
- Schallplatte "Grammophon" 19 420 / B 60668 (mx. 75 bg) Nachtlokal. Shimmy (Victor Corzilius) Paul Godwin m. seinem Künstler-Ensemble vom Nelson-Theater, Berlin.
- Polyphon-Record 31189 / 2-27862 (mx. 893 ax) Wie schön hat der Herrgott mein Treptow gemacht! Walzerlied von Victor Corzilius. Polyphon-Orchester mit Gesang.
- Odeon O-11 861 a (mx. Be 10335) Reicht euch die Hand, wir wollen Brüder sein. Marsch a.d. deutschen Singspiel “Die Frühlingsfee” (Viktor Corzilius, Text Hans Pflanzer) / -b (mx. Be 10336) Deutsche Matrosen fahr’n in die Heimat. Marsch a.d. deutschen Singspiel “Die Frühlingsfee” (Viktor Corzilius, Text Hans Pflanzer) Harald Paulsen m. Chor u. Odeon-Tanz-Orchester, Leitung Otto Dobrindt. Aufgen. Berlin, 25. April 1933[16]